# Zdzisław Hejducki
Zdzisław Tadeusz Hejducki (ur. 1954) – polski inżynier budownictwa. Absolwent Leningradzkiego Instytutu Budownictwa Inżynieryjnego. Od 2015 profesor na Wydziale Budownictwa Lądowego i Wodnego Politechniki Wrocławskiej. W 2002 otrzymał srebrny Krzyż Zasługi. W 2014 otrzymał Medal im. prof. Aleksandra Dyżewskiego. W 2015 uzyskał tytuł profesora nauk technicznych.